# آلان أ. لويس
آلان أ. لويس (بالإنجليزية: Alain A. Lewis)‏ هو رياضياتي أمريكي، ولد في 1947.